# Benetton B188
A Benetton B188 egy Formula–1-es versenyautó, amelyet a Benetton tervezett az 1988-as Formula–1 világbajnokságra, továbbá ezzel versenyeztek az 1989-es idény első felében is. Pilótái 1988-ban Alessandro Nannini és Thierry Boutsen voltak, 1989-ben pedig Nannini mellett Johnny Herbert és Emanuele Pirro.

## Áttekintés
A Benetton gyakorlatilag a Ford gyári csapataként működött, így kizárólagosan ők használhatták a legújabb gyártmányú, Ford-Cosworth DFZ szívómotorokat. Ugyan a turbókorszak utolsó évében még használhatták volna a Ford TEC V6-os turbómotorokat, a gyártó inkább úgy döntött, hogy a hamarosan úgyis betiltásra kerülő technika helyett a kutatást és a fejlesztést már az új szabályok szerint végzik. A más típusú motor ellenére az autó nagyon hasonlított az elődmodellre, szembetűnő változás csak a masszívabb motorháztetőn mutatkozott, amely a nagyobb motort és a nagyobb üzemanyagtartályt rejtette. A két oldaldobozra volt felszerelve egy-egy légbeömlő, szemben a más cspaatok által alkalmazott, a pilóta feje felé szerelt egyetlen egységgel. Az orr-rész hosszabb és karcsúbbb lett, amely már előrevetítette azt az 1989-es szabályváltozást, amely szerint a pilóták lábának az első tengely mögött kell véget érnie - minden csapat számára, amely teljesen új kasztnit épített és nem a korábbit dolgozta át, a FISA ezt kötelezően előírta.
A Ford-Cosworth DFR motor, amely az akkor már ősrégi DFV utódja volt, nagyjából 620 lóerőt tudott, és a legerősebb szívómotor volt. Ezzel elmaradt ugyan a turbómotorok teljesítményétől, viszont a szabályok alapján több üzemanyagot használhattak, így egyenlítették ki a két technika közti erőkülönbséget.

## Versenyben
A csapat versenyzője maradt Boutsen, második pilótának pedig Nannini érkezett a Minardi csapattól. Az autók relatíve jók voltak, a szívómotoros csapatok között jól teljesítettek, nagyjából egy ligában voltak a Judd motorokat használó Williams és March csapatokkal. Boutsen 1988-ban ötször is dobogóra állhatott és negyedik lett a világbajnokságban, Nannini pedig szintén szerzett egy harmadik helyet a brit nagydíjon. A konstruktőri bajnokságban is az igen előkelő harmadik helyen végeztek, megelőzve többek között azt a Lotust, amely abban az évben ugyanazt a Honda-turbómotort használta, mint a mindent verő McLaren, ráadásul az egyik pilótájuk a címvédő Nelson Piquet volt. Mindezt úgy érték el, hogy a belga nagydíjról mindkét autójukat kizárták, mert nem a szabályoknak megfelelő üzemanyagot használták. itt egyébként a harmadik és a negyedik helyet szerezték meg, és mivel csak az idény után lett végleges a kizárásról szóló döntés, ezért sok sportalmanachban még ez az eredmény szerepelt.
1989-ben Boutsen a Williamshez távozott, a helyére Johnny Herbert érkezett. A tervek szerint már az idény elejétől kezdve egy új autóval versenyzetek volna, viszont a Ford nem készült el időben az új, HBA1 jelzésű motorral. Emiatt az idény elején egy minimális mértékben átalakított B188-assal versenyeztek. csak az új motor lett volna a csapat számára exkluzív, a DFR típus viszont nem, ezért már más csapatok is megkapták azt. Ennek ellenére is tudtak vele 13 pontot gyűjteni, sőt Imolában Nannini újra felállhatott a dobogóra. Herbert esetében problémát jelentett, hogy még mindig nem épült fel egészen az előző évi balesetéből, amit a Formula–3000 Brands Hatch-i futamán szenvedett el, amelyben mindkét lábát eltörte. Emiatt Emanuele Pirrónak kellett átvennie a helyét a francia nagydíjtól kezdve. A választás azért esett rá, mert a McLaren tesztpilótája volt, ráadásul olasz. A kanadai nagydíjról Nanninit kizárták, mert kiugrott a rajtnál. A francia és a brit nagydíjakon már csak Pirro vezette a B188-ast, amit ezt követően nyugdíjaztak is.

## Eredmények
(Táblázat értelmezése)

(Félkövér: pole-pozícióból indult; dőlt: leggyorsabb kört futott) 

| Év   | Csapat               | Motor             | Gumik | Pilóták            | 1   | 2   | 3   | 4   | 5   | 6   | 7   | 8   | 9   | 10  | 11  | 12  | 13  | 14  | 15  | 16  | Pontok | Helyezés |
| ---- | -------------------- | ----------------- | ----- | ------------------ | --- | --- | --- | --- | --- | --- | --- | --- | --- | --- | --- | --- | --- | --- | --- | --- | ------ | -------- |
| 1988 | Benetton Formula Ltd | Ford-Cosworth DFR | G     |                    | BRA | SMR | MON | MEX | CAN | DET | FRA | GBR | GER | HUN | BEL | ITA | POR | ESP | JPN | AUS | 39     | 3.       |
| 1988 | Benetton Formula Ltd | Ford-Cosworth DFR | G     | Alessandro Nannini | KI  | 6   | KI  | 7   | KI  | KI  | 6   | 3   | 18  | KI  | KIZ | 9   | KI  | 3   | 5   | KI  | 39     | 3.       |
| 1988 | Benetton Formula Ltd | Ford-Cosworth DFR | G     | Thierry Boutsen    | 7   | 4   | 8   | 8   | 3   | 3   | KI  | KI  | 6   | 3   | KIZ | 6   | 3   | 9   | 3   | 5   | 39     | 3.       |
| 1989 | Benetton Formula Ltd | Ford-Cosworth DFR | G     |                    | BRA | SMR | MON | MEX | USA | CAN | FRA | GBR | GER | HUN | BEL | ITA | POR | ESP | JPN | AUS | 39*    | 4.       |
| 1989 | Benetton Formula Ltd | Ford-Cosworth DFR | G     | Alessandro Nannini | 6   | 3   | 8   | 4   | KI  | KIZ |     |     |     |     |     |     |     |     |     |     | 39*    | 4.       |
| 1989 | Benetton Formula Ltd | Ford-Cosworth DFR | G     | Johnny Herbert     | 4   | 11  | 14  | 15  | 5   | NK  |     |     |     |     |     |     |     |     |     |     | 39*    | 4.       |
| 1989 | Benetton Formula Ltd | Ford-Cosworth DFR | G     | Emanuele Pirro     |     |     |     |     |     |     | 9   | 11  |     |     |     |     |     |     |     |     | 39*    | 4.       |

* 26 pontot a Benetton B189-essel szereztek